# INA
INA-Industrija nafte, d.d. (INA, d.d.) és una empresa petroliera multinacional croata. El grup INA té un paper important en el sector petrolier de Croàcia, una posició regional forta en l'exploració i producció de petroli i gas, processament de petroli, i activitats distribuïdores de productes petroliers. INA, d.d. és una companyia borsària amb el grup MOL hongarès i el govern de Croàcia com a principals accionistes, mentre que una minoria de les accions estan en mans d'inversos privats i institucionals. Les accions d'INA han aparegut a les borses de Londres i Zagreb des de l'1 de desembre de 2006. El grup INA està compost per diverses empreses afiliades completament o parcial posseïdes per INA, d.d.. Té la seu a Zagreb.